# FitzGerald (famiglia)

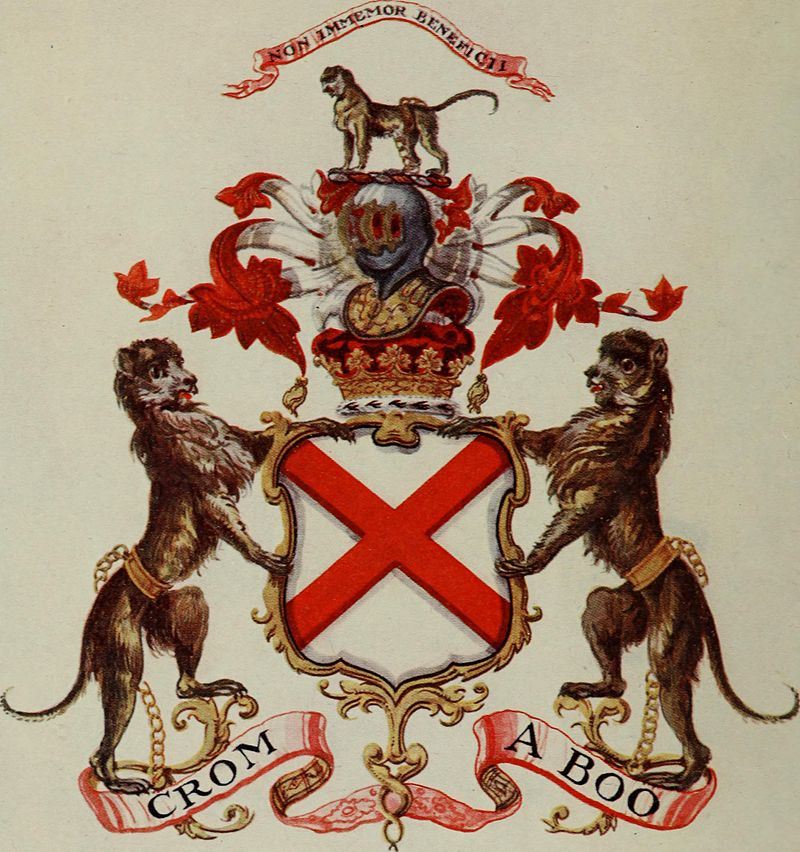
Stemma di Casa FitzGerald

I Fitz-Gerald (o FitzGerald) furono un'importante famiglia aristocratica anglo-irlandese o cambro-irlandese. Il progenitore fu Gerald de Windsor (1075-1135), castellano di Pembroke. I FitzGerald acquisirono fin dalla prima invasione inglese grandi porzioni di territorio in Irlanda. La dinastia ricoprì un importante ruolo nella storia irlandese e strinse così tanti rapporti matrimoniali con i nativi irlandesi che gli studiosi usano la definizione "più irlandesi degli irlandesi stessi" per indicare l'elevata assimilazione culturale avvenuta tra invasori e invasi. I membri della dinastia vengono chiamati Giraldini, dall'inglese Geraldines.
La dinastia si suddivide in due rami:
- I FitzGerald di Kildare (Duchi di Leinster dal 1766)
- I FitzGerald di Desmond

## Etimologia
Il cognome FitzGerald deriva dall'usanza normanna di aggiungere fitz (anche filz, fiz, dal latino filius "figlio") prima del nome del padre. Fitz quindi forma un patronimico e FitzGerald significa Figlio di Gerald.

## Origini

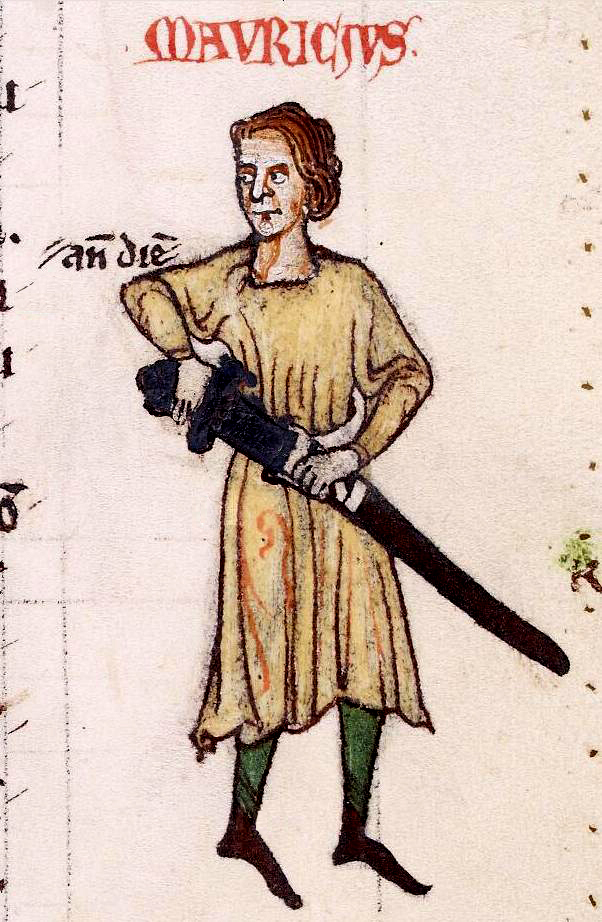
Maurice FitzGerald, capostipite dei Geraldini Irlandesi, nel manoscritto Expugnatio Hibernica scritta da Giraldo del Galles, nipote di Maurice

Il primo utilizzo del patronimico FitzGerald si riferisce a Raoul Fitz Gerald le Chambellan, barone e ciambellano di Normandia e tutore di Guglielmo il Conquistatore. Era anche padre di Guglielmo di Tancarville, conte di Tankerville. Il capostipite dei vari rami della dinastia comunque è Gerald de Windsor.

### Gerald
Gerald era un avventuriero normanno che nel 1093 prese parte alla conquista del Galles meridionale ed era figlio di Walter fitz Otho, conestabile di Guglielmo il Conquistatore per il castello di Windsor. Walter fitz Otho viene menzionato nel Domesday Book. Il titolo di Walter e gran parte delle sue terre furono ereditate dai figli maggiori Robert, Maurice e William, il più anziano e antenato dei conti di Plymouth. Gerald invece ottenne la proprietà di Moulsford dove suo padre possedeva una casa fortificata. Sposò Nest ferch Rhys, una principessa gallese figlia di Rhys ap Tewdwr, ultimo re di Deheubarth. Dal loro matrimonio nacque Maurice FitzGerald, il primo membro irlandese della dinastia.

## Ramo di Kildare

### Signori di Offaly
- Gerald FitzMaurice, primo signore di Offaly (c. 1150–1204)
- Maurice FitzGerald, secondo signore di Offaly (1194–1257), Giustiziere d'Irlanda
- Maurice FitzGerald, terzo signore di Offaly (1238–1286), Giustiziere d'Irlanda
- John FitzGerald, quarto signore di Offaly e conte di Kildare

### Conti di Kildare
- John FitzGerald, primo conte di Kildare (1250–1316): fu ricompensato per il servizio in Scozia al fianco di Edoardo I d'Inghilterra
- Thomas FitzGerald: morto nel 1328 e figlio più giovane di John
- Richard FitzGerald (1317–1329): secondo figlio di Thomas, morto senza eredi
- Maurice FitzGerald 1318–1390): terzo e ultimo figlio di Thomas
- Gerald FitzGerald (morto nel 1410): V conte di Kildare
- John FitzGerald, VI conte di KIldare (de jure; morto nel 1427)
- Thomas FitzGerald, VII conte di  Kildare (morto nel 1478)
- Gerald FitzGerald, VIII Earl of Kildare (c. 1456–1513), "Il Grande Conte", figlio maggiore del VII conte
- Gerald FitzGerald, IX Earl of Kildare (1487–1534), "Il Giovane Gerald", figlio maggiore dell'VIII conte

- Thomas FitzGerald, X conte di KIldare (morto 1537)
- Gerald FitzGerald, XI conte diKildare (1525–1585)
- Henry FitzGerald, XII conte di Kildare (1562–1597)
- William FitzGerald, XIII conte di Kildare (morto nel 1599)
- Gerald FitzGerald, XIV conte di Kildare (morto nel 1612)
- Gerald FitzGerald, XV conte di Kildare (1611–1620)
- George FitzGerald, XVI conte di Kildare (1612–1660)
- Wentworth FitzGerald, XVII conte di Kildare (1634–1664)
- John FitzGerald, XVIII conte di Kildare (1661–1707)
- Robert FitzGerald, XIX conte di Kildare (1675–1744)
- James FitzGerald, XX conte di Kildare (1722–1773)
- Lettice FitzGerald, prima baronessa di Offaly
- Lord Edward FitzGerald (1763–1798)
- Lady Pamela FitzGerald (c. 1773–1831), moglie di Lord Edward FitzGerald.

### Marchesi di Kildare
- James FitzGerald (1722-1773): Duca di Leinster dal 1761

### Duchi di Leinster

Stemma dei Duchi di Leinster

- James FitzGerald, I duca di Leinster (1722–1773), figlio maggiore del XIX conte
- William FitzGerald, II duca di Leinster (1749–1804)
- Augustus FitzGerald, III duca di Leinster (1791–1874)
- Charles FitzGerald, IV duca di Leinster (1819–1887)
- Gerald FitzGerald, V duca di Leinster (1851–1893)
- Maurice FitzGerald, VI duca di Leinster (1887–1922)
- Edward FitzGerald, VII duca di Leinster (1892–1976)
- Gerald FitzGerald, VIII duca di Leinster (1914–2004)
- Maurice FitzGerald, IX duca di Leinster (nato nel 1948)
  - Thomas FitzGerald, conte di Offaly (1974–1997), morto senza discendenti in un incidente stradale
  - L'erede sarebbe John FitzGerald, figlio minore di Gerald, VIII conte (nato 1952)

## Ramo di Desmond

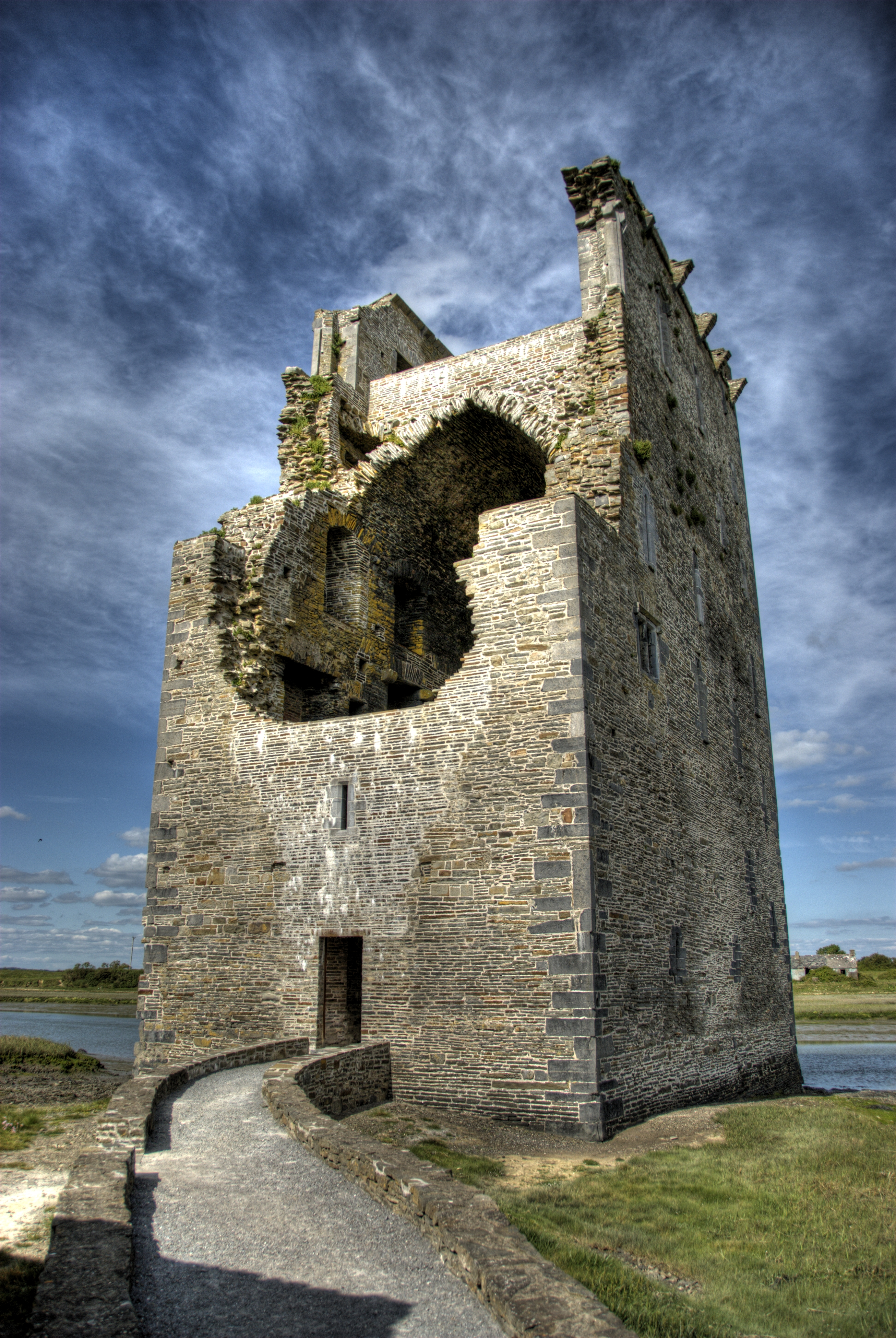
Castello di Carrigafoyle, fortezza dei FitzGerald durante la Seconda Ribellione di Desmond e conquistata dagli Inglesi nel 1580

### Baroni di Desmond (dal 1259)
- John FitzThomas FitzGerald, I barone di Desmond (morto 1261) (figlio di Thomas FitzMaurice FitzGerald)
- Thomas FitzMaurice FitzGerald, II barone di Desmond e bisnipote di John (morto 1298)
- Thomas FitzThomas FitzGerald, III barone di Desmond (1290–1307)
- Maurice FitzThomas FitzGerald, IV barone di Desmond (morto 1356)

### Conti di Desmond (dal 1329)
- Maurice FitzGerald (morto 1356)
- Maurice FitzGerald (1336–1358)
- Gerald FitzGerald (morto 1398)
- John FitzGerald (morto 1399)
- Thomas FitzGerald (c. 1386–1420)
- James FitzGerald (morto 1463)
- Thomas FitzGerald (morto 1468)
- James FitzGerald (1459–1487)
- Maurice FitzGerald (morto 1520)
- James FitzGerald (morto 1529)
- Thomas FitzGerald (1454–1534)
- John FitzGerald (morto 1536)
- James FitzGerald, (morto 1540)
- James FitzGerald (morto 1558)
- Gerald FitzGerald (c. 1533–1583)

### XVI conte di Desmond (1598–1601)
- James FitzThomas FitzGerald, detto Sugán: morto nella Torre di Londra il 1607

### Conti di Desmond (1600)
- James FitzGerald (1571–1601)

### Signori di Decies
- Gerald Fitzgerald, III signore di Decies